# Jānis Porziņģis
Jānis Porziņģis (Liepāja, 13 luglio 1982) è un ex cestista e procuratore sportivo lettone.

## Biografia
È fratello maggiore di Kristaps Porziņģis, cestista NBA di cui ora è agente.

## Carriera
Fino al 2003 milita nel campionato del suo paese d'origine, la Lettonia, dividendosi fra Ventspils, Liepājas e Gulbenes Buki. Da qui ha esperienze nelle leghe di Lituania, Austria, Svezia, Belgio e Ungheria, facendo poi il proprio debutto nella Serie A italiana nella stagione 2006-07 con la maglia del Basket Livorno, con cui mette a segno 7,5 punti di media.
Resta quindi in Italia ma scende nel campionato di Legadue, giocandovi prima con Pistoia ed in seguito con Brindisi. Torna quindi in Lettonia con una breve parentesi al Liepājas, mentre dopo una pre-season con Biella passa ai nuovi Roseto Sharks disputando un'intera stagione in C2, addirittura sesta serie della pallacanestro italiana.
Nella stagione 2010-11 viene nuovamente ingaggiato da Pistoia nel campionato di Legadue, dimostrando di essere inadatto per un campionato come la C2. Infatti è utilizzato 29,6 minuti a partita, mettendo al referto mediamente 10,3 punti.
Il 23 luglio 2012 viene messo sotto contratto dalla Vanoli Cremona.